# محمود شکری
محمود شکری نمایندهٔ دورهٔ نهم و دهم مجلس شورای اسلامی و عضو کمیسیون اقتصادی مجلس شورای اسلامی از حوزهٔ انتخابیهٔ تالش، رضوانشهر و ماسال در استان گیلان بوده‌است.
شکری در یازدهمین دوره انتخابات مجلس در حوزه تالش،رضوانشهر و ماسال نفر دوم شد و از راه یابی به بهارستان باز ماند.